# Az eltakarítónő
Az eltakarítónő (eredeti cím: Keeping Mum) 2005-ben bemutatott feketekomédia, amit Niall Johnson rendezett a saját maga és Richard Russo által írt forgatókönyvből. A történet a Godfellow családról szól, akiknek rengeteg a probléma a családjuban, ezt orvoslandó érkezik hozzájuk egy házvezetőnő, akinek a maga módján kezeli a dolgokat. A főszereplők közt megtalálható Rowan Atkinson, Kristin Scott Thomas, Maggie Smith és Patrick Swayze.
A filmet az Amerikai Egyesült Államokban 2005. december 2-án, Magyarországon pedig 2006. június 1-jén mutatták be a mozikban.

## Cselekmény
Walter Goodfellow tiszteletes (Rowan Atkinson) egy apró angliai falu, az 57 lelkes Little Wallop lelkiismeretes lelkipásztora hosszú ideje egy konferenciára készül, amelynek megnyitóbeszédét ő hivatott előadni. Az Isten kifürkészhetetlen útjairól szóló beszéd azonban csak nem akar elkészülni, aminek elsősorban a tiszteletes felesége, Gloria (Kristin Scott Thomas) látja kárát: gondterhelt férje elvesztette régi jó humorát, és a házaséletet is elhanyagolja. Gloria életét számos más dolog is megkeseríti: 17 éves lánya, Holly (Tamsin Egerton) minden áldott nap más pasival éli túlfűtött nemi életét, míg kisfiát, a gyámoltalan Petey-t (Toby Parkes) folyton bántják és piszkálják osztálytársai. Sőt mi több, még aludni sem tud, mert a szomszéd kutyája éjjel-nappal ugat, és sehogy sem lehet elhallgattatni.
Gloria rettenetes közérzetére megoldás kínálkozik: beleszeret sármos amerikai golftanárjába, Lance-ba (Patrick Swayze), aki minél hamarabb Mexikóba vinné őt. Azonban ekkor gyökeres fordulat következik be életében: egy bájos, régimódi öreg hölgy, Grace Hawkinsként  bemutatkozó házvezetőnő (Maggie Smith) érkezik a paplakba egy hatalmas bőrönddel. A nézők számára nyilvánvaló, hogy az illető azonos Rosie Jones-szal (Emilia Fox), aki – mint a film elején bemutatják – negyven évvel ezelőtt meggyilkolta és feldarabolta férjét és szeretőjét, majd a böröndbe rejtette őket, ám a vonaton a csordogáló vér miatt elkapták, és elmeállapotára való tekintettel elzárást kapott.
Grace – akinek a neve számos szóviccre és áthallásra ad okot a filmben, hiszen jelentése áldás, kegyelem angolul – igencsak szívén viseli a család sorsát. A tiszteletest előbb a humor, majd a házastársi kötelességek fontosságára emlékezteti, így mind a beszédét, mind a nemi életét sikerül feldobnia néhány napon belül. A nyegle Holly konyhatündérré válik. Sőt, mindjárt az első éjszaka elhallgat a szomszéd bosszantó kutyája, és eltűnik. (Nemsokára öreg gazdája is…) A Petey-t kínzó diákoknak Grace – aki az eddigiekért is felelős – elvagdossa a bowdenjeit, így azok súlyos balesetet szenvednek a hegyi utakon a kisfiú nagy örömére.
Nem csoda, hogy az újabb randevúk során Gloria egyre jobban ódzkodik a szexcentrikus Lance-tól, és végül eltökéli, hogy nem utazik vele Mexikóba. A találkahelyen azonban nem jelenik meg az udvarló – az előző éjszaka, miközben éppen a vetkőző Holly-t kukkolta kamerával, Grace gondoskodott róla, hogy soha többé ne zavarhassa a családi idillt.
Másnap, amikor Walter elutazik és hatalmas sikert arat tréfás beszédével, Gloria és Holly egy tévéműsorból értesül arról, hogy Grace egy őrült gyilkos, és erre ő maga is rájön. Amikor azonban a nagy leleplezés történik, a vártnál nagyobb a meglepetés: Grace-Rosie Gloria anyja, aki ezért nőtt fel árvaházban! Sőt, őrültsége is logikusnak tűnik: a Jones család nőtagjainak sorsát akarja jobbra fordítani – az egyetlen „probléma” az, hogy erre a gyilkosságokat tökéletesen megfelelő eszköznek tartja. Miután minden gyilkosságra – és Lance perverziójára – fény derül, betoppan a folyton-folyvást a lelkész nyomában járó öregasszony, Mrs. Parker (Liz Smith). Attól tartanak, hogy látta, amint Lance hulláját annak autójából a kis tavacskába rejtették a kutya és gazdája mellé, de Gloria megpróbálja szóval tartani. Egy félreértés miatt – hiába csak a Templomdíszitő  Bizottság ügyében jött – Grace serpenyőt ragad az öregasszony ellen. Gloria felpattanva megvédi az idős hölgyet, ám az a rémülettől szívrohamot kap…
A temetési istentiszteletet a hazaérkező, sikerélményben fürdőző Walter tartja, akinek új, vidám prédikációi mind több hívet vonzanak ezután a templomba. Holly szerelmi élete konszolidálódik, Petey pedig magabiztos fiúvá válik. Grace, akiről sem ő, sem Walter nem tudja meg az igazságot, hamarosan elköltözik, maga után hagyva három vízben ázó hullát. Amikor elalgásodás miatt ki akarják szivattyúzni a tavat, Gloria az anyjától tanult módszerrel két vízügyessel gyarapítja a lenti társaságot…

## Szereplők
| Színész              | Szerep                        | Magyar hang   |
| -------------------- | ----------------------------- | ------------- |
| Rowan Atkinson       | Walter Goodfellow tiszteletes | Kassai Károly |
| Kristin Scott Thomas | Gloria Goodfellow             | Pápai Erika   |
| Maggie Smith         | Grace Hawkins                 | Halász Aranka |
| Patrick Swayze       | Lance                         | Vass Gábor    |
| Tamsin Egerton       | Holly Goodfellow              | Molnár Ilona  |
| Toby Parkes          | Peter Goodfellow              | Morvay Bence  |
| Liz Smith            | Mrs. Parker                   | Gyimesi Pálma |
| Emilia Fox           | Rosie Jones                   | Incze Ildikó  |
| James Booth          | Mr. Brown                     | Kun Vilmos    |
| Patrick Monckton     | Bob, tótisztító munkás        | Bolla Róbert  |
| Rowley Irlam         | Ted, tótisztító munkás        | Seder Gábor   |
| Vivienne Moore       | Mrs. Martin                   | Fabó Györgyi  |
| Murray McArthur      | Lelkészgyűlés műsorvezetője   |               |
| Morgan Gower         | Campbell tiszteletes          |               |
| Rupert Simonian      | Billy Martin                  |               |
| Alex Macqueen        | Kalauz a vonaton              |               |
| Paul Viragh          | Rendőr a vonaton              |               |
| Tony Denham          | Kihallgatótiszt               |               |
| Roger Hammond        | Bíró                          | Kajtár Róbert |
| Andrew Thomas Jones  | Mark                          |               |
| Jack Ryan            | David                         |               |
| Nazim Kourgli        | Grant                         | Szabó Máté    |
| Jack Zimmermann      | Jeremy Z                      |               |
| Terry Alderton       | TV-s műsorvezető              | Csuha Lajos   |